# Navy Electronics Laboratory
L’US Navy Electronics Laboratory (NEL) a été créé en 1945, avec la consolidation de la station radio navale, de l'école de formation des opérateurs radar et de l'activité de sécurité radio du Navy Radio and Sound Lab (NRSL) avec l'apport de son partenaire en temps de guerre la division de recherche sur la guerre de l'Université de Californie. La charte du NEL était « d'apporter la solution à tout problème dans le domaine de l'électronique de la conception, à l'approvisionnement, aux tests, à l'installation et à la maintenance d'équipements électroniques pour l'US Navy. » Ses travaux sur le télécommunications radio et le sonar sont complétés par des recherches fondamentales sur la propagation de l'énergie électromagnétique dans l'atmosphère et du son dans l'océan.

## Histoire
En novembre 1945, le Navy Radio and Sound Lab a été rebaptisé Navy Electronics Laboratory. C'est 80 % de la base navale de Point Loma qui a graduellement été dédié au Naval Electronics Laboratory Center (NELC) à la fin de la Seconde Guerre mondiale. À son tour, NELC a été fusionné dans le Naval Ocean Systems Center (NOSC) en 1977. Ce dernier a finalement été fusionné au Space and Naval Warfare Systems Command (SPAWAR) en 1997.

## Activités
Les activités du NEL s'étendaient dans les domaines suivants :
- Télécommunications ;
- Télédétections ;
- Exploration avec submersible de l'Arctique comme le voyage submergé de l'USS Nautilus du Pacifique à l'Atlantique, via le pôle Nord, en 1958 et de l'USS Skate qui a navigué de l'Atlantique au pôle Nord et au centre de l'océan Arctique, faisant surface 9 fois à travers de petits trous dans la calotte glaciaire, Ce service est toujours l'Arctic Submarine Laboratory ;
- Recherche par bathyscaphe dont le Trieste. ;
- Radiotélécopie ;
- Informatique.